# Витоша (район)
Вижте пояснителната страница за други значения на Витоша.
„Витоша“ е един от 24-те административни района на Столична община. Той се намира в подножието на планината Витоша и обхваща кварталите Бояна, Симеоново, Драгалевци, Киноцентър, Бъкстон, Манастирски ливади (западна част), Княжево (вкл. местност Карпузица, която е неразделна част от кв. Княжево) и селата Владая и Мърчаево.
Към 15 юни 2023 г. в района живеят 54 717 души по настоящ адрес и 56 606 души по постоянен адрес.
Намира се в южната част на София в подножието на планината Витоша – първият Народен парк на Балканския полуостров.

## Квартали
- Бояна (Карта)
- Бъкстон (Карта) – основната част
- Гърдова глава (Карта)
- Драгалевци (Карта)
- Карпузица (Карта) – основната част
- Килиите (Карта)
- Киноцентъра III (Карта)
- Княжево (Карта)
- Мала кория (Карта)
- Манастирски ливади (Карта) – северозападната част
- Могилата (Карта)
- Национален киноцентър (Карта)
- Парк „Ботаническа градина“ (Карта)
- Резиденция Бояна (Карта)
- Симеоново (Карта)
- Фохар (Карта)
- Черния кос (Карта)

Територията на района включва още селата Владая и Мърчаево, както и големи части от землището на София в планината Витоша, които не са включени в определен квартал.

## Забележителности
- Национален исторически музей, резиденция „Бояна“, Дом 1, част от Стоте национални туристически обекта

- Боянска църква – Х-XI век, обект на световното културно-историческо наследство на ЮНЕСКО с изключително ценни стенописи – образец за средновековния духовен живот на българите, част от Стоте национални туристически обекта

- Боянски водопад – боянската река, в течението си между х. „Момина скала“ и кв. Бояна, се врязва в терена и образува множество бързеи и водопади с височина около 15 метра

- Драгалевски манастир – построен от цар Иван Александър; по време на османската власт в светата обител се е укривал апостолът на свободата Васил Левски

- Княжевски минерален извор – слабо минерализиран водоизточник с лечебни свойства, температурата на водата е 31 градуса

## Население
Общият брой на населението на район „Витоша“ е заедно с кварталите, в състава му, които спадат към тези с т.нар. главен специалист. Те са със специален статут, имат допълнителна администрация и тяхното население се брои отделно. Това са „Драгалевци“ (9389 жители) и „Симеоново“ (7231 жители). Владая (3656 жители) и Мърчаево (1144 жители) имат отделни кметства, заради статута си на села, заради това тяхното население също е вписано отделно, но тук е включено към общия брой.

### Етнически състав
Преброяване на населението през 2011 г.
Численост и дял на етническите групи според преброяването на населението през 2011 г.:
|                     | Численост | Дял (в %) |
| Общо                | 61 467    | 100.00    |
| Българи             | 55 372    | 90.08     |
| Турци               | 275       | 0.44      |
| Цигани              | 226       | 0.36      |
| Други               | 528       | 0.85      |
| Не се самоопределят | 176       | 0.28      |
| Неотговорили        | 4890      | 7.95      |